# 프로베니우스 행렬
프로베니우스 행렬(Frobenius matrix)은 수치해석학의 특별한 종류의 정사각행렬이다. 페르디난트 게오르크 프로베니우스의 이름을 따 명명되었다. 행렬은 다음 세 가지 특성을 갖는 경우 프로베니우스 행렬이다.
- 주대각선이있는 열의 성분을 제외하고 주 대각선의 모든 성분은 1이다.
- 최대 하나의 열의 주 대각선 아래의 성분은 0이 아닌 임의적인 성분을 갖는다
- 모든 다른 항목은 0이다.

## 성질
{\displaystyle AA^{-1}=I\;\;,\;\;I}단위행렬

## 예
{\displaystyle A={\begin{pmatrix}1&0&0&\cdots &0\\0&1&0&\cdots &0\\0&a_{32}&1&\cdots &0\\\vdots &\vdots &\vdots &\ddots &\vdots \\0&a_{n2}&0&\cdots &1\end{pmatrix}}}
프로베니우스 행렬은 역변환 가능하다. 프로베니우스 행렬의 역은 다시 원래의 대각선을 갖는 프로베니우스 행렬이며  다만 임의의 성분들의 부호는 바뀐다. 위의 행렬의 역은
{\displaystyle A^{-1}={\begin{pmatrix}1&0&0&\cdots &0\\0&1&0&\cdots &0\\0&-a_{32}&1&\cdots &0\\\vdots &\vdots &\vdots &\ddots &\vdots \\0&-a_{n2}&0&\cdots &1\end{pmatrix}}}
프로베니우스 행렬과 이의 역행렬의 관계는 임의의 성분 부호와 그에대한 반부호를 서로 갖는 행렬이다.

## 같이 보기
- 가우스 소거법

## 참고
- EOM